# Spanish Harlem Incident
Pistes de Another Side of Bob Dylan
Black Crow Blues Chimes of Freedom
Spanish Harlem Incident est une chanson de Bob Dylan, parue en 1964 sur l'album Another Side of Bob Dylan.
Elle a été décrite comme « une vignette admirable » par certains critiques, et louée pour sa dimension poétique à plusieurs niveaux, mais d'autres ont qualifié ses paroles d'incompréhensibles ; Dylan lui-même a avoué qu'il ignorait le sujet exact de la chanson.
Pour l'auteur Paul Williams, il s'agit d'un portrait d'une gitane rencontrée brièvement par Dylan, mais qui lui fit une impression durable ; selon lui, dans le contexte de la chanson, Dylan tombe amoureux non seulement de la gitane, mais de tous les gitans en général et de lui-même en tant qu'amoureux d'une gitane.
Selon Tim Riley, de NPR, Spanish Harlem Incident est « un exemple de la façon dont Dylan emploie des associations de mots inattendues pour évoquer les mystères de l'intimité [...] ses "tambourins cliquetants" (rattling drums) sur lesquels jouent des "mains infatigables" (restless palms) ; ses "yeux de perle" (pearly eyes) et ses "dents de diamant étincelantes" (flashing diamond teeth) face à son "visage pâle" (pale face) ».
La chanson a été reprise par les Byrds sur leur premier album, Mr. Tambourine Man, en 1965. Le groupe avait commencé à l'interpréter avant cette date, durant ses concerts au Ciro's de West Hollywood l'année précédente.
Spanish Harlem Incident a également été reprise par Dion sur son album Return of the Wanderer, sorti en 1978.